# Lista över Ekvatorialguineas premiärministrar
Detta är en lista över Ekvatorialguineas premiärministrar.
| Namn                         | Ämbetsperiod                       |
| ---------------------------- | ---------------------------------- |
| Bonifacio Ondó Edu           | 15 december 1963 – 12 oktober 1968 |
| Cristino Seriche Bioko       | 15 augusti 1982 – 4 mars 1992      |
| Silvestre Siale Bileka       | 4 mars 1992 – 1 april 1996         |
| Ángel Serafín Seriche Dougan | 1 april 1996 – 4 mars 2001         |
| Cándido Muatetema Rivas      | 4 mars 2001 – 14 juni 2004         |
| Miguel Abia Biteo Boricó     | 14 juni 2004 – 14 augusti 2006     |
| Ignacio Milam Tang           | 8 juli 2008 – 21 maj 2012          |
| Vicente Ehate Tomi           | 21 maj 2012 – 23 Juni 2016         |
| Francisco Pascual Obama Asue | 23 juni 2016 – 1 februari 2023     |
| Manuela Roka Botey           | 1 februari 2023 – 16 augusti 2024  |
| Manuel Osa Nsue Nsua         | 16 augusti 2024                    |